# Volvo 7900
Volvo 7900 — городской коммерческий автобус большой вместимости производства Volvo Bussar. Производится с 2010 года. Существует также версия электробуса Volvo 7900 Hybrid, но на некоторых рынках автобус также доступен как с дизельными двигателями, так и с двигателями на сжатом природном газе.

## Информация
На базе гибрида Volvo 7900 производится удлинитель, который, в частности, включает установленное на крыше устройство для случайной загрузки на остановках. Производитель предполагает, что все автобусы на всех конечных остановках, а также на некоторых особенно оживлённых остановках остаются на несколько минут до возвращения или дальнейшей поездки. Как только автобус достигает надлежащим образом оборудованной остановки, погрузочное устройство, прикреплённое к столбу на обочине, опускается на точку соединения, установленную на крыше автобуса. Процесс зарядки заканчивается, как только шина захочет продолжить работу или батарея разрядится. По заявлению производителя, это оборудование позволяет (в дополнение к рекуперации энергии торможения), по сравнению с обычными гибридными автобусами, значительно продлить время движения в электрическом режиме и снизить расход топлива.
В 2013 году трёхосный сочленённый гибридный электробус был представлен как Volvo 7900A Hybrid. Он заменил дизельную и КПГ-версии 7900 с шарнирным приводом из-за предстоящего прекращения выпуска шасси B9L.
В сентябре 2014 года была представлена гибридная версия с электрическим подключаемым модулем, продаваемая как Volvo 7900 Electro Hybrid. Три прототипа эксплуатировались в Гётеборге, а предварительные образцы испытывались в Гамбурге, Люксембурге и Стокгольме. Производство стартовало в 2016 году.
В июне 2015 года состоялась премьера полностью электрической версии Volvo 7900 Electric (иногда называемой Volvo 7900e), когда в Гётеборге поступили на вооружение три прототипа автобусов. Серийное производство началось в 2017 году. В сентябре 2017 года электробус Volvo 7900 (LF67 EVV) поступил на вооружение First Greater Manchester. Впоследствии автобусная компания Harrogate разместила первый твёрдый заказ на 7900 Electric, восемь экземпляров которого поступили в эксплуатацию в 2018 году. Сочленённая версия была запущена в континентальной Европе на выставке Busworld 2019. В электрических версиях используется модифицированная версия шасси B5LH, обозначенная как Volvo BE, в которой используется электрическая трансмиссия, разработанная Volvo. Как отдельное шасси для сторонних бодибилдеров, оно было впервые запущено в Австралии с объявлением заказа для Управления общественного транспорта Западной Австралии в июле 2020 года. Эти автобусы комплектуются оборудованием Volgren.
14 апреля 2020 года Volvo анонсировала гибридные версии 7900 и 7900A с самозарядкой S-Charge, которые заменили оригинальные гибридные версии этих моделей. Он может работать в электрическом режиме со скоростью до 50 км/ч, по сравнению с 20 км/ч в предыдущей гибридной модели. Предыдущая модель по-прежнему доступна на некоторых рынках, таких как Великобритания и Германия. Обновления гибридных моделей были впервые анонсированы в октябре 2019 года.
Модель продается в Германии в качестве Volvo 7900 H/HA для гибридных версий, Volvo 7900 EH для гибридной версии с подключаемым модулем и Volvo 7900 E для электрических версий. Кроме того, в некоторых странах названия "Гибридный", "Электрический гибридный" и "Электрический" переводятся на их официальные языки.